# بئور
بئور کهنسال یک شخصیت خیالی در داستان‌های جی. آر. آر. تالکین است که در سیلماریلیون به عنوان رهبر نخستین خاندان ادین در دوره نخست ظاهر می‌شود. پس از او به این خاندان، خاندان بئور گفته شد. بئور پدر باران و بِلِن و جد بِرِن است.
نام واقعی بئور، بالان است، اما مردم در زبان عامی به او بئور می‌گویند به معنی خدمتگزار.

## زندگی
بئور رهبر نسل انسان  طی عزیمت به سمت غرب بود. در اثر رهبری و توصیهٔ او بیشتر گروه انسان اریادور را رها کردند، از کوهستان آبی رد شدند و به اسیریاند رفتند. در آن سرزمین رابطهٔ خوبی میان انسان‌ها و الف‌ها برقرار شد. پس از آن بئور مردم را به سوی دشت‌های استولاد در شرق بلریاند هدایت کرد. خیلی زود رهبری را به پسرش باران سپرد و خود به نزد فین‌رود (ارباب الف‌ها) در نارگوتروند رفت و تا آخرین روزهای عمرش آنجا ماند. بئور آنجا در جنگ با اورک‌ها شرکت کرد.
بئور از دیگران خردمندتر بود اما همیشه به او بئور کهنسال گفته می‌شد، تا سن ۹۳ سالگی که کشته شد. او دانش خوبی از سنت‌ها و گذشته داشت اما این دانش را فاش نکرد حتی پیش فین‌رود. آدانل و آندرت از جمله کسانی اند که از دانش او آگاه شدند.